# Santos Ubierna
Santos Ubierna (Huérmeces, 1º novembre 1907 – Ho Chi Minh, 15 aprile 1955) è stato un vescovo cattolico e missionario spagnolo.

## Biografia
Santos Ubierna nacque il 1º novembre 1907 a Huérmeces.
Entrò nell'ordine domenicano il 29 giugno 1923 e fu ordinato presbitero il 20 dicembre 1930. Fu inviato come missionario in Vietnam nel 1932 e qui fu nominato professore per il seminario minore Sant'Alberto a Nam Dinh.
Il 24 febbraio 1942 papa Pio XII lo nominò vicario apostolico di Thái Bình, assegnandogli la sede titolare di Lamdia.
Ricevette l'ordinazione episcopale il 21 settembre 1942 per imposizione delle mani dell'arcivescovo Antonin-Fernand Drapier.
Il suo ministero si svolse proprio durante i difficili anni della guerra, in un territorio particolarmente colpito dai gravi sconvolgimenti sociali dovuti al crescente potere del Viet Minh che si ripercuoteva sugli stranieri e su ciò che era considerato straniero, particolarmente quindi la religione cristiana. Nonostante la pericolosa situazione, rimase molto legato alla sua diocesi, dove istituì numerose opere di assistenza sociale, aprì una tipografia per la stampa e la diffusione di opuscoli e opere religiose e riuscì ad aumentare il numero di parrocchie per migliorare la coordinazione missionaria.
Nonostante i buoni risultati del suo lavoro, nel 1954 a seguito della divisione in due stati del Vietnam, quasi l'intera popolazione cattolica presente nel territorio fuggì a sud ed egli stesso fu espulso in quanto straniero. Rifugiatosi a Saigon, vi morì inaspettatamente il 15 aprile dell'anno successivo, all'età di 47 anni. 
Sepolto inizialmente nel santuario di San Martino a Biên Hòa, le sue spoglie mortali sono state traslate a Thái Bình e poste nella cripta della cattedrale, come da sua volontà, il 4 novembre 2018.

## Genealogia episcopale
La genealogia episcopale è:
- Patriarca Eliya XII Denha
- Patriarca Yukhannan VIII Hormizd
- Vescovo Isaie Jesu-Yab-Jean Guriel
- Arcivescovo Augustin Hindi
- Patriarca Yosep VI Audo
- Patriarca Eliya XIV Abulyonan
- Patriarca Yosep Emmanuel II Thoma
- Vescovo François David
- Arcivescovo Antonin-Fernand Drapier, O.P.
- Vescovo Santos Ubierna, O.P.